# لي هاندلي
لي هاندلي (بالإنجليزية: Lee Handley)‏ هو لاعب كرة قاعدة أمريكي، ولد في 13 يوليو 1913 في كلاريون في الولايات المتحدة، وتوفي في 8 أبريل 1970 في بيتسبرغ في الولايات المتحدة.

## وصلات خارجية
- لي هاندلي على موقعبيزبول رفرنس.كوم (الدوري الرئيسي) (الإنجليزية)
- لي هاندلي على موقعبيزبول رفرنس.كوم (الدوري الثانوي) (الإنجليزية)